# ラキンスク
座標: 北緯56度01分00秒 東経39度57分00秒 / 北緯56.0167度 東経39.95度

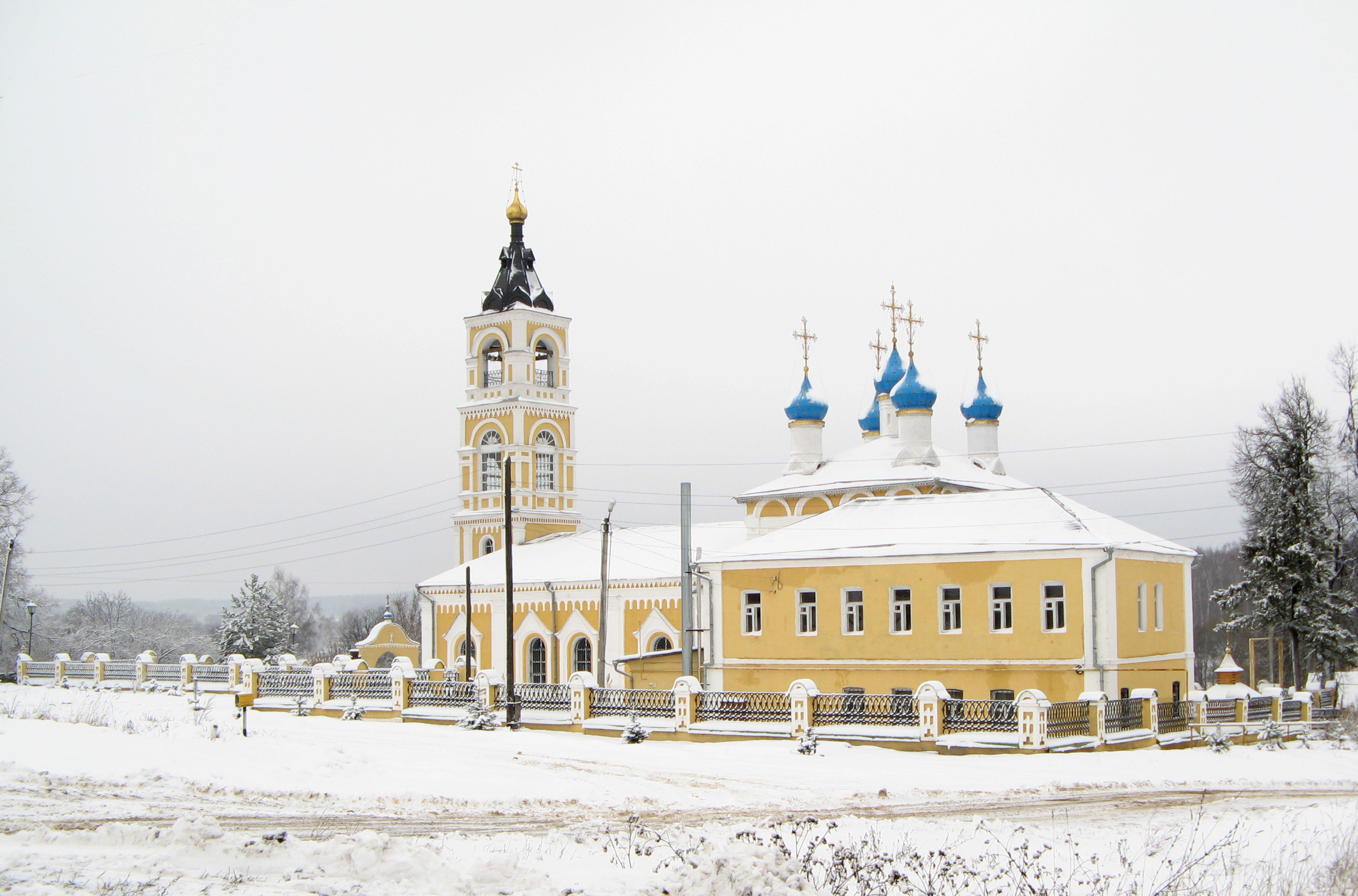

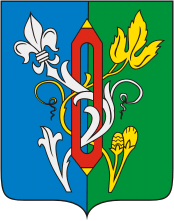
ラキンスクの紋章

ラキンスク（ロシア語: Лакинск；Lakinsk）は、ロシア連邦・ヴラジーミル州の中部にある町。人口は1万2861人（2021年）。州都ウラジーミルから南西へ32km。4km南にあるソビンカ市を中心地とするソビンスキー地区に属する。メシュチョラ低地の北西部、クリャージマ川の左岸に位置する。
ラキンスクの場所には、ウンドル（Ундол）という名の村があったことが15世紀末の記録にみられる。18世紀、この地はスヴォーロフ家の領地で、ロシアの軍人アレクサンドル・スヴォーロフも1784年から1786年にかけてここで暮らしていた。1869年、紡績工場と織物工場が村の近くに誕生し、工場の拡大とともに村も大きくなった。1927年にウンドル村は労働集落の地位を得、地元の革命指導者ミハイル・ラキン（1876年 - 1905年）の名にちなんでラキンスキー（Лакинский）と改名した。1969年に市の地位を得てラキンスクと改名している。
ラキンスクには17世紀末に建てられたカザンの生神女聖堂がある。町の主な産業は繊維業、家具製造、食品工場などで、大規模な乳製品工場もある。
ラキンスクは1862年に開通したモスクワ-ウラジーミル-ニジニ・ノヴゴロド間の鉄道沿線にあり、ラキンスク駅はモスクワの起点から161kmにあたる。またモスクワ-ニジニ・ノヴゴロド-カザン-ウファを結ぶロシア連邦道路M7も通る。